# 千歳市立みどり台小学校
千歳市立みどり台小学校（ちとせしりつ みどりだいしょうがっこう）は、北海道千歳市みどり台北5丁目にある市立小学校。

## 概要
- 本校は、北陽小学校の分離新設校として、開校した[1]。

## 沿革
- 2022年（令和4年）

- - 4月1日 - 開校。
  - 4月7日 - 開校式と最初の始業式挙行。
  - 4月8日 - 第1回入学式挙行。
  - 6月25日 - 第1回運動会開催。
  - 9月12日 - 開校記念航空写真撮影実施。
  - 9月15日 - 開校記念全校写真撮影実施。
  - 12月3日 - 開校を祝う会開催（校歌披露、みんなの合言葉・公式キャラクター発表）。
- 2023年（令和5年）
  - 3月18日 - 第1回卒業式挙行。
  - 3月24日 - 最初の修了式挙行。

## 学区
出典
- 上長都（一部）
- 長都
- 釜加
- 都（一部）
- 長都駅前3丁目
- 長都駅前4丁目
- 長都駅前5丁目
- みどり台北
- みどり台南

## 主な進学先
出典
- 千歳市立勇舞中学校

## アクセス
- JR北海道千歳線長都駅（出口2）から、徒歩約1.5km・約25分。
- 北海道中央バス3系統「みどり台線」・空3系統「みどり台空港線」で、「6線中通」バス停下車後、徒歩約1.6km弱・約25分。
- 新千歳空港から、
  - JR千歳線で長都駅下車後、徒歩。
  - 北海道中央バス「空3」系統で、「6線中通」バス停下車後、徒歩。
  - 車で約11.2km・約22分（一般道のみ利用した場合）。

## 周辺
- みどり台児童館 - 同一敷地内
- 長都川
- 田中牧場
- 他は、住宅街が広がる。